# Unterstützungsmission der Vereinten Nationen im Irak
Die Unterstützungsmission der Vereinten Nationen im Irak (englisch United Nations Assistance Mission for Iraq – UNAMI) ist eine Mission der Vereinten Nationen. Sie entstand 2003 auf Grundlage der Resolution 1500 des VN-Sicherheitsrates. Bei der Mission handelt es sich jedoch um eine zivile Unterstützungsmission und nicht um eine sog. Friedensmission (peacekeeping).
Ihr Mandat übt sie durch einen UN-Sonderberichterstatter aus. Der erste Amtsinhaber, der Brasilianer Sérgio Vieira de Mello, starb 2003 beim Anschlag auf das Canal Hotel in Bagdad, das den Vereinten Nationen im Irak als Hauptquartier gedient hatte. Die aktuelle Sonderbeauftragte für den Irak und damit einhergehend die Leiterin der Mission ist seit 2018 Jeanine Hennis-Plasschaert, die 2024 zu UNSCOL wechseln wird.

## Mandat
Zuletzt wurde die Mission durch die Resolution 2576 am 27. Mai 2021 bis zum 27. Mai 2022 verlängert.
Das Mandat wurde in den Resolution 1770 (2007) bzw. 2367 (2017) konkretisiert.
Es umfasst die Beratung und Unterstützung der Bevölkerung und der Regierung des Iraks im Hinblick zu bei folgenden Aufgaben:
- Förderung eines umfassenden politischen Dialogs sowie der nationalen Versöhnung;
- Ausgestaltung von Prozessen zur Abhaltung von Wahlen und Referenden;
- Überprüfung der Verfassung und Umsetzung der Verfassungsklauseln ebenso wie Ausgestaltung von Prozessen zur Streitbeilegung bezüglich der Binnengrenzen;
- Förderung des regionalen Dialogs, darunter über Grenzsicherheit, Energie und Flüchtlinge;
- Planung, Finanzierung und Umsetzung von Programmen zur Reintegration;
- Planungsvorbereitungen zur Durchführung einer umfassenden Volkszählung. Die Mission hat auch die Aufgabe, „soweit es die Umstände erlauben“ in Abstimmung mit der irakischen Regierung folgende Angelegenheiten zu fördern und zu unterstützen:
- sichere, geordnete und freiwillige Rückkehr von Flüchtlingen und Vertriebenen sowie Koordination und Auslieferung humanitärer Hilfe;
- Umsetzung des Internationalen Pakts mit dem Irak, darunter Koordination mit Gebern und internationalen Finanzeinrichtungen;
- Koordination und Umsetzung von Programmen zur Verbesserung der Leistungsfähigkeit des Irak, um der Bevölkerung Basisdienstleistungen anzubieten, sowie aktive Koordination der Geber bei entscheidenden Wiederaufbau- und Hilfsprogrammen durch den Internationalen Wiederaufbaufonds für den Irak (IRFFI);
- Wirtschaftsreform, Verbesserung der Leistungsfähigkeit und nachhaltige Entwicklung, darunter auch durch Abstimmung mit nationalen und regionalen Organisationen und dementsprechend mit der Zivilgesellschaft, Gebern und internationalen Finanzeinrichtungen;
- Ausgestaltung effektiver Staatsdienstleistungen, darunter im Rahmen der Möglichkeiten Durchführung von Ausbildungsmaßnahmen und Konferenzen im Irak. Die Mission ist auch beauftragt, den Schutz der Menschenrechte und eine Justiz- und Rechtsreform zu fördern, um die Rechtsstaatlichkeit im Irak zu stärken.[3][4]

## Amtsträger
- Sérgio Vieira de Mello  Brasilien (2003)
- Ashraf Qazi  Pakistan (2004–2007)
- Ad Melkert  Niederlande (2009–2011)
- Martin Kobler  Deutschland (2011–2013)
- Nikolay Mladenov  Bulgarien (2013–2015)
- Ján Kubiš  Slowakei (2015–2018)
- Jeanine Hennis-Plasschaert  Niederlande (seit 2018)